# Петар Хекторович
Петар Хекторович (на хърватски: Petar Hektorović) e хърватски поет и ерудит. Произхожда от старо аристократично семейство.
Петър Хекторович е предимно ренесансов деец и хърватски общественик. Притежавал значителни знания за времето си из областите на музиката и архитектурата.
Известен е предимно със своето произведение „Риболов и разговор с рибарите“, отпечатана във Венеция през 1568 г. Произведението на Хекторович е едновременно пътепис и документален репортаж, в поетическа форма, за живота на рибарите на родния Хвар. Бугарщиците на Хекторович са първите засвидетелствани и документирани исторически, като първото историческо сведение за тези народни паметни песни е от 1547 г. В едната от песните се разказва за Крали Марко и брат му Андриаш Мърнявчевич, който посетил Дубровник след смъртта на краля в битката при Ровине. Във втората бугарщица войводата Владко Удински (Видински) преследва с хитрост войводата Радосав (Радослав) от Сиверин (Турну Северин), като заръчва на слугите си да убият пленника. Другите народни герои от бугарщиците на Хекторович са Иван Шишман, Баязид I и Лазар Храбелянович.
Творчеството на Хекторович се вписва в една ренесансова хварска традиция от XVI век, която отпочва Винко Прибоевич, който отпечатал във Венеция произнесената си през 1525 г. проповед „За произхождението и последвалите деяния на славяните“, призовавайки славяните към единство от Адриатика до Москва. Историческата тенденция била завършена на островния манастир на съседния Млет с „Царството на славяните“.
Хекторович е и свидетел на преселението на хърватите през Адриатика в Молизе.